# 10 на 10
«10 на 10» (англ. 10x10) — британский психологический триллер 2018 года режиссёра Сьюзи Юинг. Главные роли сыграли Люк Эванс и Келли Райлли. Съёмки проходили в Лондоне. Премьера в США состоялась 13 апреля 2018 года.

## Сюжет
Льюис не уверен в том, что его жена умерла в результате врачебной ошибки. Он выслеживает и похищает дежурившую в тот день медсестру, живущую под другим именем и скрывающую свой поступок.

## В ролях
| Актёр           | Роль           |
| --------------- | -------------- |
| Люк Эванс       | Роберт Льюис   |
| Келли Райлли    | Кэти           |
| Ноэль Кларк     | Деннис         |
| Оливия Ченери   | Алана          |
| Джилл Винтерниц | Джен           |
| Джейсон Мацца   | офицер Вейланд |
| Стэйси Холл     | офицер Грей    |

## Отзывы
Фильм получил средние оценки от кинокритиков. Обозреватель сайта rogerebert.com Гленн Кенни поставил фильму 1,5 звезды из 4.